# Selección de baloncesto de Corea del Norte
La selección de baloncesto de Corea del Norte es el equipo formado por jugadores de nacionalidad norcoreana que representa a la Asociación de Baloncesto Aficionado de Corea del Norte en las competiciones internacionales organizadas por la Federación Internacional de Baloncesto (FIBA) o el Comité Olímpico Internacional (COI): los Juegos Olímpicos, la Copa Mundial de Baloncesto y el Campeonato FIBA Asia.
En diciembre de 2013, el exjugador de baloncesto estadounidense Dennis Rodman visitó Corea del Norte para ayudar a entrenar al equipo nacional después de desarrollar una amistad con el líder supremo Kim Jong-un durante su primera visita al país en febrero de 2013. La visita de Rodman y un partido entre el equipo norcoreano y las exestrellas de la NBA aparecieron en el documental de 2015 Dennis Rodman's Big Bang in Pyongyang. Se dice que Kim Jong-un es fanático de los Chicago Bulls.

## Historia
Fue creada en el año 1947 pero no fue hasta 1974 que logra participar en un torneo internacional por primera vez y fue en los Juegos Asiáticos de 1974 en Irán en los que terminó en quinto lugar, torneo en el que ha participado en varias ocasiones y ganó la medalla de bronce en 1978 en Tailandia.
Su primera aparición en el Campeonato FIBA Asia fue en 1991 donde terminó en quinto lugar en la edición que se jugó en Japón; y dos años después termina como subcampeón en la edición de 1993 en Indonesia.

## Historial

### Copa Mundial
Resultado General: No ocupa puesto
| Copa Mundial de Baloncesto |
| --- |
| - 1950: No calificó - 1954: No calificó - 1959: No calificó - 1963: No calificó - 1967: No calificó - 1970: No calificó - 1974: No calificó - 1978: No calificó - 1982: No calificó - 1986: No calificó - 1990: No calificó - 1994: No calificó - 1998: No calificó - 2002: No calificó - 2006: No calificó - 2010: No calificó - 2014: No calificó - 2019: No calificó - 2023: No calificó - 2027: TBD |

### Juegos Olímpicos
| Baloncesto en los Juegos Olímpicos |
| --- |
| - Berlín 1936: No calificó - Londres 1948: No calificó - Helsinki 1952: No calificó - Melbourne 1956: No calificó - Roma 1960: No calificó - Tokio 1964: No calificó - México 1968: No calificó - Múnich 1972: No calificó - Montreal 1976: No calificó - Moscú 1980: No calificó - Los Ángeles 1984: No calificó - Seúl 1988: No calificó - Barcelona 1992: No calificó - Atlanta 1996: No calificó - Sídney 2000: No calificó - Atenas 2004: No calificó - Pekín 2008: No calificó - Londres 2012: No calificó - Río 2016: No calificó - Tokio 2020: No calificó - París 2024: No calificó |

### Campeonato FIBA Asia
| Campeonato FIBA Asia | Campeonato FIBA Asia | Campeonato FIBA Asia | Campeonato FIBA Asia | Campeonato FIBA Asia | Campeonato FIBA Asia |
| -------------------- | -------------------- | -------------------- | -------------------- | -------------------- | -------------------- |
| - 1960: No calificó  |                      | - 1983: No calificó  |                      | - 2005: No calificó  |                      |
| - 1963: No calificó  |                      | - 1985: No calificó  |                      | - 2007: No calificó  |                      |
| - 1965: No calificó  |                      | - 1987: No calificó  |                      | - 2009: No calificó  |                      |
| - 1967: No calificó  |                      | - 1989: No calificó  |                      | - 2011: No calificó  |                      |
| - 1969: No calificó  |                      | - 1991: 5° Lugar     |                      | - 2013: No calificó  |                      |
| - 1971: No calificó  |                      | - 1993:              |                      | - 2015: No calificó  |                      |
| - 1973: No calificó  |                      | - 1995: No calificó  |                      | - 2017: No calificó  |                      |
| - 1975: No calificó  |                      | - 1997: No calificó  |                      | - 2022: No calificó  |                      |
| - 1977: No calificó  |                      | - 1999: No calificó  |                      | - 2025: No calificó  |                      |
| - 1979: No calificó  |                      | - 2001: No calificó  |                      |                      |                      |
| - 1981: No calificó  |                      | - 2003: No calificó  |                      |                      |                      |

## Palmarés
- Campeonato FIBA Asia:
  -  Subcampeón (1): 1993

- Juegos Asiáticos:
  -  Tercer lugar (1): 1978